# إريك باي
إريك باي (بالألمانية: Erich Bey) هو ضابط ألماني، ولد في 23 مارس 1898 في هامبورغ في ألمانيا، وتوفي في 26 ديسمبر 1943 في رأس الشمال في النرويج بسبب قتل في المعركة.